# Сатун
Сатун е една от 76-те провинции на Тайланд. Столицата ѝ е едноименния град Сатун. Населението на провинцията е 247 875 жители (2000 г. – 76-а по население), а площта 2479 кв. км (59-а по площ). Намира се в часова зона UTC+7. Разделена е на 7 района, които са разделени на 36 общини и 277 села.